# Râul Sakarya
Râul Sakarya (în turcă Sakarya Irmağı, în greacă Σαγγάριος; în latină Sangarius) este al treilea cel mai lung râu din Turcia. Trece prin regiunea cunoscută în antichitate ca Frigia. A fost considerat unul dintre principalele râuri din Asia Mică (Anatolia) în antichitatea clasică și este menționat în Iliada și în Teogonia. Numele său apare sub diferite forme ca Sagraphos, Sangaris, sau Sagaris.

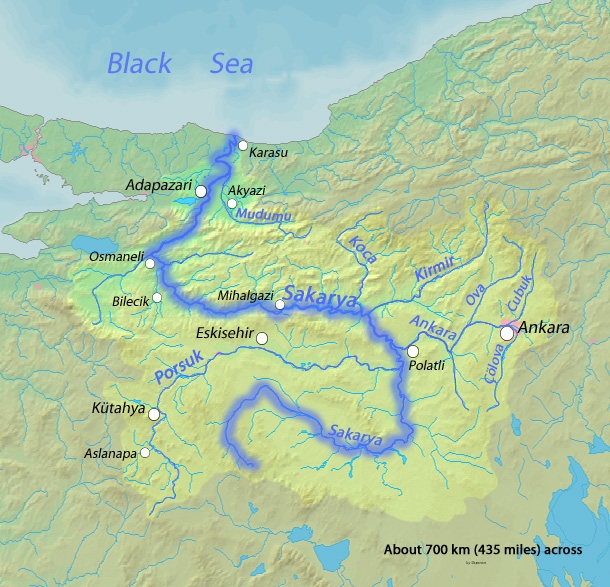
Harta râului Sakarya

În Geographica, Strabob scria că în antichitatea clasică, râul își avea izvoarele pe Muntele Adoreus, în apropiere de orașul Sangia din Frigia, nu departe de granița cu Galatia, și a curs foarte chinuitor, mai întâi spre răsărit, apoi spre nord, apoi spre nord-vest, și în cele din urmă din nou în direcție nordică prin Bitinia în Euxin (Marea Neagră). Într-o parte a cursului său a format granița dintre Frigia și Bitinia; și în vemururile timpurii Bitinia a fost mărginită la est de râu. Partea bithyniană a râului a fost navigabilă și a fost sărbătorită pentru abundența de pești găsiți în el. Principalii săi afluenți au fost Alander, Bathys, Thymbres și Gallus.

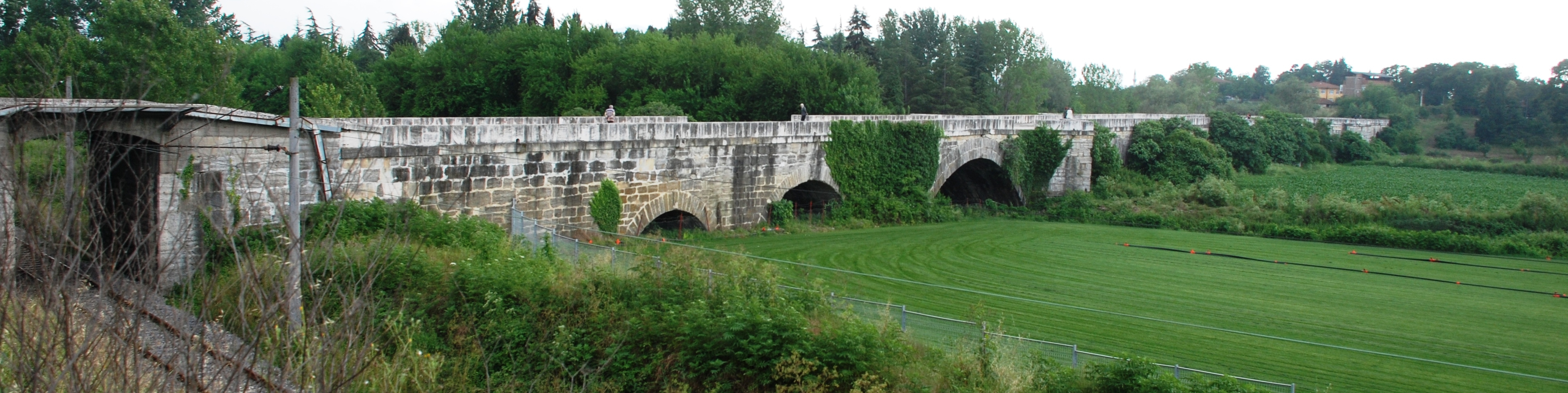
Podul peste Sangarius, construit de Justinian I (r. 527–565)

Din aval până în amonte, Sakarya are patru baraje Akçay, Yenice, Gökçekaya și Sarıyar.